# Klass I i ishockey 1938/1939
Klass I i ishockey 1938/1939 var den tolfte säsongen av Klass I som näst högsta serie inom ishockeyn i Sverige. Nya lag var IFK Mariefred och Tranebergs IF som flyttats ner från Svenska serien i ishockey 1937/1938 samt IFK Stockholm och Stockholms IF som flyttats upp från Klass II. Vintern blev den sämsta på nio år vilket slog hårt mot ishockeyn då det inte längre fanns någon konstfrusen bana i Sverige. Därför fick seriens spelas som enkelserie och Svenska Ishockeyförbundet beslutade att ingen upp eller nedflyttning skulle ske.

## Poängtabell
| Nr | Lag                  | S | V | O | F | GM | IM | MS  | P  |
| -- | -------------------- | - | - | - | - | -- | -- | --- | -- |
| 1  | IK Hermes            | 7 | 5 | 1 | 1 | 18 | 7  | +11 | 11 |
| 2  | Reymersholms IK      | 7 | 5 | 1 | 1 | 17 | 8  | +9  | 11 |
| 3  | IFK Mariefred        | 7 | 4 | 2 | 1 | 25 | 4  | +21 | 10 |
| 4  | UoIF Matteuspojkarna | 7 | 5 | 0 | 2 | 11 | 5  | +6  | 10 |
| 5  | Tranebergs IF        | 7 | 2 | 1 | 4 | 9  | 14 | −5  | 5  |
| 6  | IFK Stockholm        | 7 | 1 | 2 | 4 | 9  | 18 | −9  | 4  |
| 7  | Stockholms IF        | 7 | 2 | 0 | 5 | 3  | 15 | −12 | 4  |
| 8  | Värtans IK           | 7 | 0 | 1 | 6 | 3  | 24 | −21 | 1  |